# CollXtion I
『Collxion I』（コレクション・ワン）は、2015年4月7日発売（デラックス版:2015年12月11日）のアリー・エックスのEP作品。

## 解説
- 2015年4月に北米で発売したが、その後の彼女への注目の高さから同年12月、"Never Enough"を追加したデラックス・エディションがヨーロッパを主なターゲットとして、全世界へ向けて発売した[1]。
- 2015年12月25日、ファンへのクリスマスプレゼントとして1000枚限定でサイン入りのレコードが予約開始された。発売日は2016年2月29日[2]。

## 収録曲
1. "Hello（ハロー）"  – 3:48
2. "Catch（キャッチ）"  – 3:45
3. "Prime（プライム）"  – 4:13
4. "Tumor（チューマー）"  – 3:08
5. "Bitch（ビッチ）"  – 3:27
6. "Good（グッド）"  – 4:13
7. "Sanctuary（サンクチュアリー）"  – 4:39
8. "Never Enough（ネヴァー・イナッフ）"  – 3:58 （デラックス版のみ収録）